# Jan Šilar
Jan Šilar (21. května 1939 Úpice – 25. prosince 2023 tamtéž) byl český fotbalový útočník.

## Hráčská kariéra
Úpický rodák a odchovanec odehrál v československé lize jeden zápas za Duklu Praha, aniž by skóroval (12. dubna 1959).
Po návratu ze základní vojenské služby hrál za Jiskru Úpice až do svých 29 let. V sezonách 1959/60 a 1963/64 nastupoval za Jiskru Úpice ve II. lize.

### Prvoligová bilance
| Ročník             | Zápasy | Góly | Minuty | Klub           |
| ------------------ | ------ | ---- | ------ | -------------- |
| I. liga 1958/59    | 1      | 0    | 90     | AS Dukla Praha |
| CELKEM I. ČS. LIGA | 1      | 0    | 90     |                |